# Марлен Ларюель
Марлен Ларюель (фр. Marlène Laruelle, 21 грудня 1972, Мезон-Альфор, Валь-де-Марн) — французька історикиня, соціологиня і політологиня. Багаторічна членкиня Валдайського клубу.

## Біографія
Закінчила Національний інститут мов і цивілізацій Сходу, INALCO (1994, спеціальність «Пострадянські дослідження»), Університет Париж Дідро (1995, спеціальність «Історія»), Університет Париж II Пантеон-Ассасе (1996, спеціальність «Політологія»). Нині — співробітниця Центру досліджень Росії, Кавказу та Центральної Європи (CERCEC, EHESS), Обсерваторії пострадянських держав (INALCO), Інституту Центральної Азії та Кавказу (Університет Джона Хопкінса).

## Наукові інтереси
Спеціалістка з соціальних рухів, політичної філософії та національних ідеологій на території колишнього СРСР (Росія, Казахстан, Узбекистан) і в країнах Східної Європи (Чехія). Під її редакцією опубліковано ряд змістовних збірників по політичному націоналізму на французькій, англійській і російській мовах. Бере активну участь у науковому житті Франції та Росії.

## Політичні погляди
Після багаторічної участі у Валдайському клубі, Марлен Ларюель придбала стійки проросійські та пропутінські погляди. В її останній монографії вона стверджує:

| ...звинувачення у «фашизмі» стало стратегічним наративом нинішнього світового порядку. Режим Володимира Путіна все частіше звинувачують у прихильності до фашизму, про що нібито свідчить анексія Криму Росією, її історичний ревізіонізм, напади на ліберально-демократичні цінності та підтримка ультраправих рухів у Європі. Але в той же час Росія назвала себе провідною антифашистською державою у світі через свої жертви під час Другої світової війни, а також підкреслила, як противники Радянського Союзу в Центральній та Східній Європі співпрацювали з нацистською Німеччиною.[7] Оригінальний текст (англ.) [In «Is Russia Fascist?», Marlene Laruelle argues that the charge of "fascism" has become a strategic narrative of the current world order. Vladimir Putin's regime has increasingly been accused of embracing fascism, supposedly evidenced by Russia's annexation of Crimea, its historical revisionism, attacks on liberal democratic values, and its support for far-right movements in Europe. But at the same time Russia has branded itself as the world's preeminent antifascist power because of its sacrifices during the Second World War while it has also emphasized how opponents to the Soviet Union in Central and Eastern Europe collaborated with Nazi Germany. Laruelle closely analyzes accusations of fascism toward Russia, soberly assessing both their origins and their accuracy. By labeling ideological opponents as fascist, regardless of their actual values or actions, geopolitical rivals are able to frame their own vision of the world and claim the moral high ground. Through a detailed examination of the Russian domestic scene and the Kremlin's foreign policy rationales, Laruelle disentangles the foundation for, meaning, and validity of accusations of fascism in and around Russia. Is Russia Fascist? shows that the efforts to label opponents as fascist is ultimately an attempt to determine the role of Russia in Europe's future.»] Помилка: [undefined] Помилка: {{Lang}}: немає тексту (допомога): текст вже має курсивний шрифт (допомога) |

## Педагогічна діяльність
Викладала в Ташкенті (1998—1999), в університеті Джона Хопкінса, в Інституті політичних досліджень в Парижі.

## Публікації
- Marlene Laruelle. Is Russia Fascist?: Unraveling Propaganda East and West. —  Cornell University Press, 2021. 276 p. ISBN-10: ‎1501754130